# Jan Jacob Rochussen

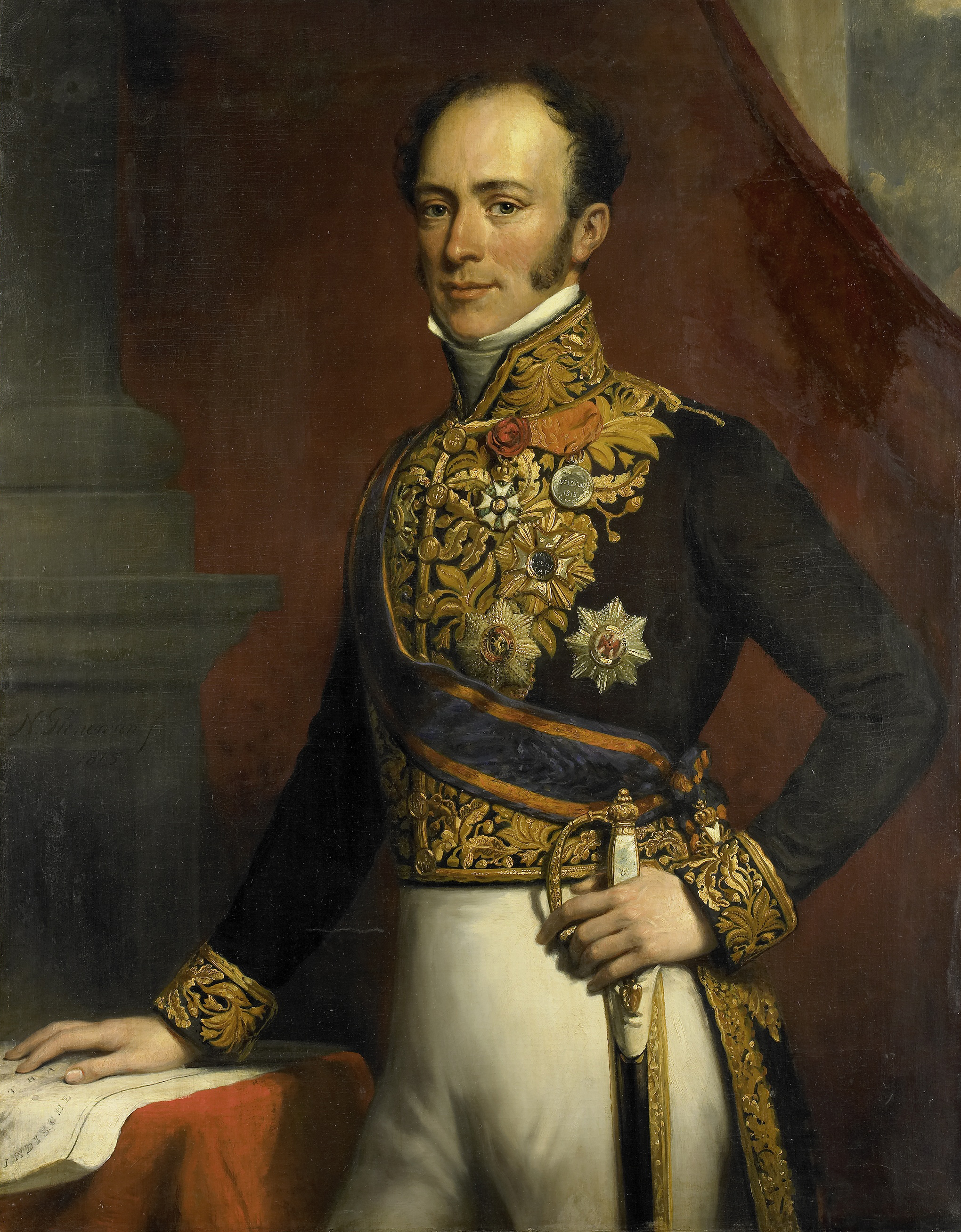
Jan Jacob Rochussen

Jan Jacob Rochussen (* 23. Oktober 1797 in Etten/Brabant; † 21. Januar 1871 in Den Haag) war ein niederländischer Staatsmann. 1858–1860 war er Vorsitzender des Ministerrats.

## Leben
Rochussen war ein typischer Vertreter der Amsterdamer Geschäftswelt und ein Vertrauter Willems II., wie auch Willems III., unter denen er jeweils Finanzminister war. 1843 gehörte er zu den ersten Ministern, die von der Zweiten Kammer der Generalstaaten zum Rücktritt gezwungen wurden. 1845–1851 war er Generalgouverneur der Kolonie Niederländisch-Indien und wurde 1858 Kolonialminister und Vorsitzender des Ministerrats. Obwohl er 1859 in Niederländisch-Indien die Sklaverei abschaffte, wurde er wegen seiner konservativen Amtsführung in den Kolonialfragen stark kritisiert. Seine zweite Frau Elisabeth Charlotta war eine Kreolin.
Eines seiner Kinder war der Diplomat und Politiker Willem Frederik Rochussen (1832–1912), der unter anderem Außenminister im Kabinett Van Lynden van Sandenburg war.